# Veelböken
Veelböken är en kommun och ort i Landkreis Nordwestmecklenburg i förbundslandet Mecklenburg-Vorpommern i Tyskland.
Kommunen ingår i kommunalförbundet Amt Gadebusch tillsammans med kommunerna Dragun, Gadebusch, Kneese, Krembz, Mühlen Eichsen, Roggendorf och Rögnitz.